# Osiris (gruppo musicale)
Gli Osiris sono un gruppo di rock progressivo del Bahrein fondato dai fratelli Mohammed (chitarra) e Nabil Al-Sadeqi (batteria), fortemente influenzato dai britannici Camel e dalla musica tradizionale araba.

## Discografia
- 1982 - Osiris
- 1984 - Myths and Legends
- 1989 - Reflections
- 1991 - Beyond Control - Live
- 2010 - Tales of the Divers